# Ƶ
Ƶ (minuscula: ƶ) este o literă folosită în unele variante ale alfabetului latin, ce derivă de la Z.

## Utilizări
Litera a fost folosită în alfabetul Jaꞑalif pentru limba tătară în prima jumătate a secolului al XX-lea cu scopul de a reprezenta consoana fricativă postalveolară sonoră [ʒ], care este scrisă acum sub forma j.